# Mettavolution
| Đánh giá chuyên môn | Đánh giá chuyên môn |
| Điểm trung bình     | Điểm trung bình     |
| Nguồn               | Đánh giá            |
| ------------------- | ------------------- |
| Metacritic          | 73/100              |
| Nguồn đánh giá      |                     |
| Nguồn               | Đánh giá            |
| AllMusic            | [ 3 ]               |
| Pitchfork           | 7,1/10              |

Mettavolution là album phòng thu thứ năm của bộ đôi nghệ sĩ người Mexico Rodrigo y Gabriela. Album được phát hành thông qua Rubyworks và ATO Records vào ngày 26 tháng 4 năm 2019.

## Tiếp nhận phê bình
Nhìn chung, Mettavolution nhận được những đánh giá tích cực từ các nhà phê bình âm nhạc đương đại. Trên Metacritic, một trang đưa ra số điểm chuẩn trên thang 100 dựa trên các bài đánh giá của các xuất bản phẩm phổ biến, album nhận được điểm trung bình là 73 dựa trên 6 bài đánh giá, tương ứng với nhận xét "các đánh giá nhìn chung là tích cực".
Album đoạt Giải Grammy cho Album nhạc cụ đương đại xuất sắc nhất tại lễ trao giải Grammy năm 2020.

## Danh sách bài hát
Tất cả các ca khúc được viết bởi Gabriela Quintero & Rodrigo Sánchez, trử các ca khúc được ghi chú.
| STT | Nhan đề         | Sáng tác                                                | Thời lượng |
| --- | --------------- | ------------------------------------------------------- | ---------- |
| 1.  | "Mettavolution" |                                                         | 4:04       |
| 2.  | "Terracentric"  |                                                         | 3:33       |
| 3.  | "Cumbé"         |                                                         | 3:19       |
| 4.  | "Electric Soul" |                                                         | 3:58       |
| 5.  | "Krotona Days"  |                                                         | 4:19       |
| 6.  | "Witness Tree"  |                                                         | 3:01       |
| 7.  | "Echoes"        | David Gilmour, Nick Mason, Roger Waters, Richard Wright | 18:57      |

## Xếp hạng

### Xếp hạng tuần
| Bảng xếp hạng (2019)                 | Vị trí cao nhất |
| ------------------------------------ | --------------- |
| Album Bỉ (Ultratop Vlaanderen)       | 199             |
| Album Bỉ (Ultratop Wallonie)         | 157             |
| Album Pháp (SNEP)                    | 79              |
| Album Đức (Offizielle Top 100)       | 73              |
| Album Scotland (OCC)                 | 19              |
| Album Thụy Sĩ (Schweizer Hitparade)  | 95              |
| Album Anh Quốc (OCC)                 | 46              |
| Album Anh Quốc Independent (OCC)     | 8               |
| Album Hoa Kỳ Billboard 200           | 71              |
| Album Hoa Kỳ Folk (Billboard)        | 3               |
| Album Hoa Kỳ Independent (Billboard) | 4               |
| Album Hoa Kỳ Top Rock (Billboard)    | 7               |
| Album Hoa Kỳ World (Billboard)       | 2               |